# Call Processing Language
Die Call Processing Language (CPL) ist eine formale Sprache, um Internet-Telefonie-Dienste zu beschreiben und zu steuern. CPL kann sowohl auf Servern als auch auf Clients zum Einsatz kommen. Sie ist unabhängig von Netzwerkprotokollen und Betriebssystemen.